# Avril Lavigne - The Singles Collection
Avril Lavigne - The Singles Collection es un EP de la cantautora canadiense, Avril Lavigne, lanzado en marzo del 2012 por Sony Music Entertainment. Fue planeado para un lanzamiento oficial, que luego fue cancelado por la disquera. Algunas copias fueron vendidas en eBay sin autorización.
La edición original incluiría un DVD extra con videos de la cantante y un documental. Hasta ahora se dieron a conocer dos versiones: la edición estándar con 16 sencillos y la deluxe con 21 (las contraportadas son diferentes).

## Lista de canciones
1.Complicated 
2.Sk8er Boi
3.I´m With You
4.Losing Grip
5.Don't Tell Me
6.My Happy Ending
7.Nobody's Home
8.He Wasn't
9.Keep Holding On
10.Girlfriend
11.When You're Gone
12.Hot
13.The Best Damn Thing
14.What The Hell
15.Smile
16.Wish You Were Here

## EdiciónDeluxe
1.Complicated
2.Sk8er Boi
3.I´m With You
4.Losing Grip
5.Knocking'on Heavens Door (tema extra)
6.Don't Tell Me
7.My Happy Ending
8.Nobody's Home
9.He Wasn't
10.Keep Holding On
11.Girlfriend
12.When You're Gone
13.Hot
14.The Best Damn Thing
15.Alice (tema extra)
16.What The Hell
17.Smile
18.Wish You Were Here

### Temas extra
19.Alone (tema extra, lado B de Girlfriend)
20.I Will Be (tema extra, lado B de When You're Gone)
21.Get Over It (tema extra, lado B de Sk8er Boi)
- Datos: Q5714473